# M18A1 클레이모어
클레이모어 지뢰는 미군을 위해 개발된 지향성 대인 지뢰이다. 발명가인 노먼 매클라우드는 이 지뢰의 이름을 중세 스코틀랜드의 대형 검에서 따왔다. 재래식 지뢰와 달리 클레이모어는 원격 제어로 터트릴 수 있으며, 광범위한 금속 구슬을 살상지대로 발사하는 지향성이다. 클레이모어는 지역 거부 작전에서 사용하기 위해 부비트랩식 지뢰선 발사 시스템으로도 작동할 수 있다.
클레이모어는 장치 전방 60° 범위 내에서 약 300 ft (100 m)까지 강철 구슬을 발사한다. 주로 매복 및 적 보병에 대한 침투 방지 장치로 사용된다. 또한 비장갑 차량에 대해서도 사용된다.
많은 국가에서 클레이모어와 같은 지뢰를 개발하고 사용했다. 예를 들어, 소련에서 도입되어 후계 국가인 러시아에서 사용되는 MON-50, MON-90, MON-100, MON-200 모델이 있으며, MRUD (세르비아), MAPED F1 (프랑스), 미니 MS-803 (남아프리카 공화국) 등이 있다.

## 설명
M18A1 클레이모어 지뢰는 수평으로 볼록한 회색-녹색 플라스틱 케이스를 가지고 있다 (비활성 훈련용 버전은 연한 파란색 또는 연한 파란색 띠가 있는 녹색이다). 이 형태는 160 ft (50 m) 거리에서 파편을 최적으로 분산시키기 위한 실험을 통해 개발되었다. 케이스 전면에는 "FRONT TOWARD ENEMY"라는 글자가 양각되어 있다. 상단 표면의 간단한 개방형 조준경을 통해 지뢰를 조준할 수 있다. 하단에 부착된 두 쌍의 가위 다리는 지뢰를 지지하고 수직으로 조준할 수 있게 해준다. 조준경 양쪽에는 45°로 설정된 퓨즈 구멍이 있다.
내부에는 C-4 (폭약) 폭발물 층이 있으며, 그 뒤에는 약 700개의 1⁄8-인치-직경 (3 mm) 강철 구슬이 에폭시 수지에 박혀 있는 매트릭스가 있다.
M18A1이 폭발하면, 폭발력은 매트릭스를 지뢰 밖으로 3,900 ft/s (1,200 m/s)의 속도로 전방으로 밀어내면서 동시에 개별 파편으로 분해한다. 강철 구슬은 160 ft (50 m) 거리에서 7 피트 (2 m) 높이, 160 ft (50 m) 너비의 60° 부채꼴 모양으로 발사된다. 폭발력은 비교적 부드러운 강철 구슬을 .22 rimfire 탄환과 유사한 형태로 변형시킨다. 이 파편들은 330 ft (100 m) 거리까지도 적당히 효과적이며, 엎드린 사람 크기의 1.3-제곱피트 (0.12 m2) 표적에 대한 명중률은 약 10%이다. 파편은 최대 800 ft (250 m)까지 날아갈 수 있다. 최적의 유효 사거리는 160 ft (50 m)이며, 이 거리에서 살상력과 면적 커버리지 간의 최적의 균형이 달성되며, 사람 크기 표적에 대한 명중률은 30%이다.
이 무기와 모든 부속품은 M7 탄띠("클레이모어 가방")에 넣어 휴대한다. 지뢰는 적군이 살상지대에 접근할 때 폭파된다. 제어 폭파는 전기식 또는 비전기식 발사 시스템을 사용하여 수행할 수 있다. 제어 역할로 지뢰가 사용될 때는 개별 무기로 취급되며, 부대 fire plan에 보고된다. 지뢰로 보고되지는 않지만, 매설 부대는 지뢰를 제거하거나 폭파하거나 교대 부대에 인계해야 한다. 각 탄띠에는 녹색 플라스틱 스풀에 감긴 100-피트 (30 m) M4 전기 발사선이 제공된다. M57 발사 장치(구어체로 "클랙커"라고 불림)는 각 지뢰에 포함되어 있다. 6개의 지뢰가 담긴 각 상자에는 M40 회로 시험기가 포장되어 있다. 지뢰를 데이지 체인으로 연결하면 하나의 발사 장치로 여러 지뢰를 폭파할 수 있다.
지뢰는 뇌관을 활성화하는 어떤 메커니즘으로도 폭파될 수 있다. 지뢰를 지뢰선이나 타이머로 폭파하는 현장 임시 방편 방법도 있지만, 거의 사용되지 않는다.

## 개발
M18A1 지뢰의 개발은 제2차 세계 대전 중 수행된 작업으로 거슬러 올라간다. 미스나이-샤르딘 효과는 그 전쟁 중 헝가리인 요제프 미스나이와 독일인 후베르트 샤르딘에 의해 독립적으로 발견되었다. 폭발물 시트가 무거운 지지면(예: 금속판)에 닿아 폭발할 때, 결과적인 폭발은 주로 한 방향으로 표면에서 멀리 떨어진 곳으로 향한다. 샤르딘은 이 발견을 측면 공격 대전차 무기로 개발하는 데 시간을 보냈지만, 전쟁이 끝날 때까지 개발이 완료되지 않았다. 샤르딘은 또한 지향성 파편 효과를 사용하는 "참호 지뢰"에 대한 연구도 진행했다.

### 노먼 매클라우드와 칼로르드 코퍼레이션

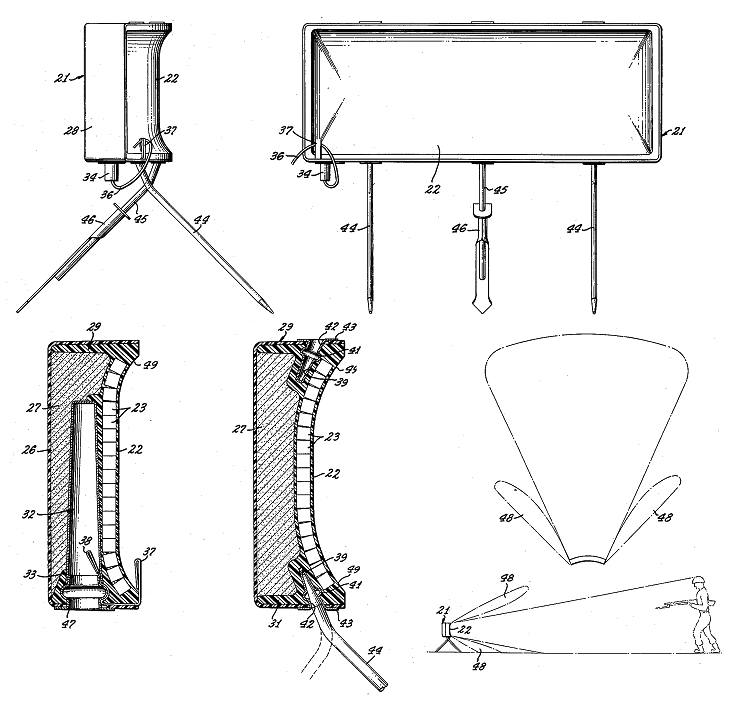
1956년 매클라우드 특허의 이미지

6.25 전쟁 중 중국군의 대규모 공격 이후, 캐나다와 미국은 이에 대항하기 위한 프로젝트를 개발하기 시작했다. 캐나다는 미스나이-샤르딘 효과를 사용하여 0.25-인치 (6.4 mm) 강철 큐브 스프레이를 적에게 발사하는 "피닉스" 지뢰라는 무기를 배치했다. 이 큐브는 5 파운드 (2.3 kg)의 Composition B 폭발물에 박혀 있었다. 이는 실제 보병 무기로 사용하기에는 너무 컸고, 최대 유효 사거리가 70 to 100 피트 (20 to 30 m)에 불과하여 상대적으로 비효율적이었다.
1952년경 노먼 매클라우드는 그의 회사인 칼로르드 코퍼레이션에서 보병용 소형 지향성 지뢰 개발에 착수했다. 미국 피카티니 조병창이 캐나다 무기에서 개념을 가져와 노먼 매클라우드에게 개발을 요청했는지, 아니면 그가 독립적으로 설계를 개발하여 그들에게 제시했는지는 불분명하다. 매클라우드는 T-48이라는 무기를 설계했는데, 이는 최종 M18A1과 대체로 유사했지만 M18A1을 효과적으로 만드는 여러 설계 세부 사항이 부족했다.
피카티니를 통해 미 육군은 M18 클레이모어로 이 무기를 채택했고 약 10,000개가 생산되었다. 이 무기는 1961년경부터 베트남에서 소량 사용되었다. 개선된 M18A1이 개발된 후에야 클레이모어가 널리 사용되는 무기가 되었다.
M18은 9.25 인치 (235 mm) 길이, 3.27 인치 (83 mm) 높이였으며, 바닥에 세 개의 접이식 스파이크 다리가 있는 플라스틱 케이스에 담겨 있었다. 지뢰를 작동시키는 전기 뇌관은 측면의 작은 구멍을 통해 삽입되었다. 지뢰 내부에는 12 온스 (340 g)의 C-3 폭발물(C-4 폭약의 전신) 층이 있었고, 그 앞에는 0.25-인치 (6.4 mm) 강철 큐브 배열이 놓여 있었다. 총 무게는 약 2.43 파운드 (1.10 kg)이었으며, 조준을 위한 선택적인 조준경을 장착할 수 있었다. 후기 버전의 상징적인 "FRONT TOWARD ENEMY" 표시는 없었다. 지뢰는 세 개의 날카로운 다리를 사용하여 땅에 심고 적군 접근 방향으로 조준되었다. 그 시점에서 전기 뇌관이 장착되었다. 지뢰는 안전한 위치, 가급적 측면 및 후방에서 작동되었다. 이 지뢰는 거의 프로토타입에 불과했으며 "신뢰할 수 있는 사상자 발생기"로 간주되지 않았다. 피닉스와 마찬가지로 유효 사거리는 90 피트 (30 m)에 불과했다.
맥클라우드는 1956년 1월 18일에 지뢰 특허를 출원했고, 1961년 2월에 승인받았다. 이 특허는 나중에 맥클라우드, 육군, 그리고 클레이모어 설계를 추가로 개발한 에어로젯 간의 민사 소송의 대상이 되었다. 독일 참호 지뢰 프로토타입 사진이 선행 기술의 증거로 제출되면서 맥클라우드의 소송은 무산되었다.

### 에어로젯의 스로너, 케네디, 블레드소, 킨첼로

원조 M18 클레이모어 지뢰. 뇌관은 측면에 삽입된다.

1954년 피카티니 조병창은 M18을 보다 효과적인 무기로 개선하기 위한 제안 요청서(RFP)를 발행했다. 1950년대 초 에어로젯에서 가이 C. 스로너는 클레이모어와 유사한 지뢰 설계를 독자적으로 고안했다. 그는 돈 케네디와 협력하여 피카티니의 RFP에 대한 30페이지 제안서를 제출했다. 그들은 클레이모어 설계를 개선하기 위해 375,000달러의 개발 계약을 체결했다. 이 무기에 대한 피카티니의 기준은 다음과 같았다.
- 무게는 3.5 파운드 (1.6 킬로그램) 미만이어야 한다.
- 55 야드 (50 m) 거리에서 1.3-제곱피트 (0.12 m2) 표적(사람 크기)에 100% 명중률을 달성할 수 있도록 충분한 파편을 던져야 한다.
- 파편 영역은 높이 8 피트 (2.4 m) 이하, 폭 60° 이하여야 한다.
- 파편은 4,000 피트 매 초 (1,200 m/s)의 속도를 가져야 하며, 표적에 58 foot-pounds (79 줄)의 운동 에너지를 전달해야 한다.

운동 에너지 요구 사항은 잠재적으로 치명적인 부상을 입히는 데 58피트-파운드가 필요하다는 사실에 기반했다. 무게 및 파편 밀도 요구 사항을 고려할 때, 약 700개의 파편이 필요했으며, 표적 구역 중앙에서 약 2 피트 (0.6 m)의 정확도로 지뢰를 조준할 수 있어야 했다. 에어로젯 팀은 M18 및 피닉스뿐만 아니라 독일 연구를 포함하여 지향성 지뢰에 대한 모든 이전 연구에 접근할 수 있었다. 존 블레드소 박사가 초기 프로젝트를 이끌었다.
원조 M18 지뢰는 피카티니의 요구 사항에 훨씬 못 미쳤다. 첫 번째 개선 사항 중 하나는 강철 큐브를 7⁄32-인치 (5.6 mm) 경화 52100 합금 볼 베어링으로 교체하는 것이었다. 이것들은 두 가지 이유로 인해 성능이 좋지 않았다. 첫째, 경화 강철 볼은 폭발 충격에 의해 파편으로 spall되었으며, 이 파편들은 효과적으로 작동할 만큼 충분히 공기역학적이지도 충분히 크지도 않았다. 둘째, 폭발력이 볼 사이로 "새어"나가 속도를 감소시켰다.
두 번째 문제는 지뢰의 곡률이었다. 이것은 블레드소가 수많은 시험 발사를 통해 실험적으로 결정했다. 블레드소가 림 코퍼레이션으로 옮겨간 후, 또 다른 엔지니어인 윌리엄 킨첼로가 클레이모어 프로젝트에 참여했다.
킨첼로는 즉시 주조 공정에서 사용되는 더 부드러운 1⁄8-인치 (3.2 mm) 강철 "징글" 볼을 사용할 것을 제안했다. 이 볼은 폭발 충격으로 인해 파편화되지 않고 .22 림파이어 탄환과 유사한 유용한 공기 역학적 모양으로 변형되었다. 직접 만든 크로노그래프를 사용하여 엔지니어들은 볼의 속도를 3,775 피트 매 초 (1,151 m/s)로 측정했다. 두 번째 변경 사항은 폭발물의 폭발력을 잠시 가두기 위해 부어진 플라스틱 매트릭스를 사용하여 더 많은 폭발 에너지가 발사체 속도로 전환되도록 하는 것이었다. 여러 번의 실험 끝에 엔지니어들은 데브콘-S 강철 충전 에폭시를 사용하여 볼을 제자리에 고정하기로 결정했다. 이 변경으로 속도는 3,995 피트 매 초 (1,218 m/s)로 향상되었다.
극복해야 할 기술적 과제로는 부식성이 있는 C-3 폭발물을 담을 수 있고 다양한 온도 범위에서 수개월간의 현장 취급을 견딜 만큼 내구성이 있는 케이스를 개발하는 것이 포함되었다. 다양한 플라스틱을 염료로 시험하여 누수를 확인한 결과, 쉽게 케이스로 성형할 수 있는 적합한 플라스틱인 듀렉스 1661½를 발견했다.

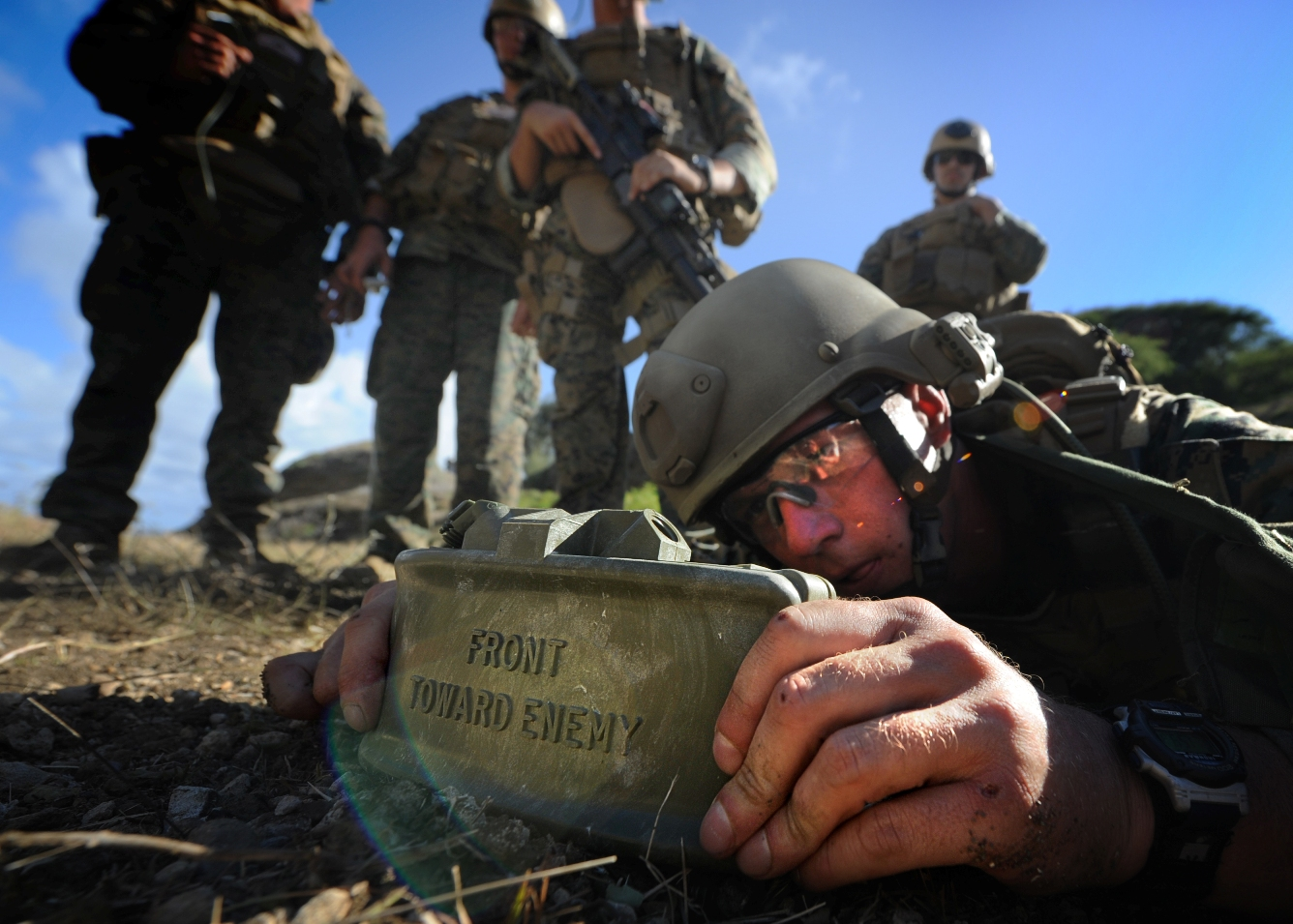
미 해병대원이 클레이모어 지뢰를 설치하고 있다.

1956년 봄, 에어로젯은 거의 완성된 디자인을 가지고 있었다. 테스트 중 T-48E1으로 지정된 1,000개의 M18A1 클레이모어에 대한 선행 생산 계약을 수주했다. 초기 버전의 지뢰는 9번(3 mm) 와이어로 만든 두 쌍의 와이어 다리를 사용했다. 나중에 생산량이 증가하면서 디자인은 평평한 강철 가위형 접이식 다리로 변경되었다.
초기 선행 생산 지뢰는 M18과 함께 사용되었던 배터리 팩을 사용하여 작동되었다. 이는 여러 가지 이유로 바람직하지 않다는 것이 밝혀졌다. 빌 킨첼로는 여러 해군 로켓에 사용되는 "타이니 팀" 토글 발전기를 사용할 것을 제안했다. 원래는 발전기를 보관하기 위해 알루미늄 상자가 사용되었다. 나중에 필라델피아 회사인 몰디드 플라스틱 단열재 회사가 첫 대규모 생산을 위해 발사 장치 제조를 맡아 플라스틱 장치를 생산했다.
이 장치의 조준기는 원래 사용자가 위에서 아래로 내려다보며 조준 그림을 볼 수 있는 저렴한 오각프리즘 장치로 의도되었다. 적절한 저비용 장치를 찾은 후, 엔지니어들은 C-3 폭발물이나 조준기를 지뢰 상단에 붙이는 데 사용된 시멘트에서 나오는 연기가 플라스틱 거울을 부식시켜 사용할 수 없게 만든다는 것을 발견했다. 그들은 간단한 조준경을 채택했는데, 나중에 칼날 조준경으로 교체되었다.
시험 결과 지뢰는 약 110 야드 (100 m)까지 효과적이며, 공격 병력의 10%를 명중시킬 수 있는 것으로 나타났다. 55 야드 (50 m)에서는 30%로 증가했다. 개발 프로젝트가 완료되자 에어로젯 팀은 프로젝트를 피카티니로 다시 보냈다. 조병창은 이를 다양한 부품 공급업체에 입찰했다. 1960년에는 M18A1으로 표준화되었다. 1966년 봄 또는 초여름에 베트남에서 처음 사용되었다.
지뢰는 서비스 기간 동안 사소한 수정이 이루어졌다. 파편 매트릭스와 폭발물 사이에 얇은 주석 포일 층이 추가되었다. 이것은 파편 속도를 약간 향상시키고, 강철 파편을 부식성 폭발물로부터 보호한다. 페라이트 비드가 추가되어 RF 신호와 번개가 지뢰를 작동시키는 것을 방지했다.

## 파생형

### M68 비활성 훈련 키트
M68 키트는 실제 M18 지향성 지뢰의 배치 및 장전 방법을 숙지하도록 설계되었다. M7 탄띠에 포장된 실제 클레이모어 키트의 모든 구성 요소가 함께 제공된다. 연한 파란색 또는 검은색 플라스틱 M33 비활성 대인 지뢰는 M18A1 클레이모어의 훈련 및 연습 버전이다. 일부 비활성 지뢰는 연한 파란색 띠가 있는 녹색이었다. 어떤 종류의 폭발물이나 화약 충전물도 포함되어 있지 않다. 불활성 M10 시뮬레이션 뇌관선, M57 "클랙커" 발사 제어 장치, M40 회로 테스트 키트와 함께 클레이모어 가방에 포장되어 있다.

### 미니 다목적 보병 탄약
2015년 초, 미 육군은 미니 다목적 보병 탄약(M-MPIMS)이라는 클레이모어의 소형 버전을 시험하기 시작했다. 이 지뢰는 무게가 2 파운드 (0.9 kg)이며, 전신 클레이모어와 유사하게 유효 사거리가 160 ft (50 m)이다. 최적화된 사거리인 100 ft (30 m)에서 파편 구역은 폭이 75 ft (23 m), 높이가 7 ft (2 m)이며, 제곱미터당 최소 5개의 명중(제곱피트당 0.5개)을 달성한다. 평균 스마트폰 정도의 표면 공간을 차지하며 카메라, 레이저 또는 기타 부착물을 위한 피카티니 레일을 포함한다. M-MPIMS는 클레이모어보다 제어력이 뛰어나고 부수적 피해가 적도록 설계되었으며, 포장하는 대신 쏟아 부어 균일한 분포를 가능하게 하는 insensitive munitions 폭발물을 사용하여 보다 일관된 폭발 패턴을 제공한다. 후방 안전 거리는 50 ft (15 m)로 감소했으며, 보관 수명은 25년으로 증가했다.

## 국제 지향성 파편 대인 지뢰
PADMINE은 영국에서 생산되는 대인 지향성 파편 지뢰로, 클레이모어와 외형 디자인이 유사하며 두 개의 회전 다리가 있어 부드러운 땅에 박아 넣는다. 160 피트 (50 m)까지의 살상력은 650개의 강철 구슬 형태로 나타나며 원격 제어 또는 지뢰선으로 작동한다.
칠레의 카르도엔(Cardoen)이 개발한 M18 지향성 파편 대인 지뢰는 626그램의 폭발물을 포함하며, 607개의 대인 파편 장치에 둘러싸여 160-to-820-피트 (50 to 250 m)의 살상 범위와 60°의 arc of fire를 제공한다.
이탈리아는 DAF M6 및 DAF M7 지향성 파편 지뢰를 생산하며, 각각 무게는 40 and 22 파운드 (18 and 10 kg)이고 지뢰선 또는 원격 제어로 작동한다. 외형은 클레이모어 지뢰와 유사하다.

## 국가별 복제품
이 지뢰의 라이선스 및 무단 복제품이 다수 생산되었다.
- 캐나다: C19 방어 및 지원 지뢰
- 칠레: M18
- 중화인민공화국: Type 66
- 핀란드: Viuhkapanos([[:fi:{{{3}}}|핀란드어판]]) (지향성 폭약) VP 88, "더 무거운" VP 84 및 VP 2010
- 헝가리: IHR-60
- 이탈리아: VS-DAFM 7[11]
- 파키스탄: P5 Mk1
- 필리핀: M18A2[12]
- 폴란드: M18 클레이모어
- 러시아: MON-50
- 사우디아라비아: M18A/M18A1[13]
- 세르비아: MRUD (Mina Rasprskavajućeg Usmerenog Dejstva)
- 남아프리카 공화국:
  - 파편 지뢰 No 2
  - 미니 MS 803 지뢰
- 대한민국:
  - K440, 클레이모어보다 약간 작으며 파편 770개.
  - KM18A1
- 스웨덴:
  - FFV-013[14]
  - Försvarsladdning 21
  - LI-12/트루프미나 12[15]
- 튀르키예: M18 AP 지뢰
- 미국: 암스 테크 MM-1 "미니모어", 특수부대용으로 고안된 소형 변형
- 베트남: MDH-C40. 베트남 전쟁 중 북베트남 복제품[16]

## 같이 보기
- 임의조제폭발물
- List of individual weapons of the U.S. Armed Forces
- 펀트건 – 넓은 지역에서 유사한 살상 효과